# Yui
YUI (jap. 吉岡唯 Yoshioka Yui;  ur. 26 marca 1987 w Koga w prefekturze Fukuoka) – japońska piosenkarka rockowa i popowa, oraz aktorka, a także autorka tekstów i notacji muzycznych do śpiewanych przez siebie piosenek.
W Japonii jej albumy niejednokrotnie zajmowały czołowe miejsca na listach przebojów. Ponadto piosenki z jej udziałem były wielokrotnie wykorzystywane w spotach reklamowych.
Światową popularność i rozpoznawalność w kręgu muzycznym poza Japonią zyskała dzięki piosenkom użytym w serialu anime pt. Bleach; tj. dzięki piosence "Rolling Star" będącej tłem piątej czołówki tegoż anime i utworowi "Life", który posłużył za melodię do tzw. tyłówki wyżej wymienionej serii. Piosenka "Love & Truth" była podkładem w  anime Naruto, jako dodatek do specjalnego klipu Itachi's Dead, natomiast utwór "Again" został użyty jako pierwsze intro w anime Fullmetal Alchemist: Brotherhood.

## Dyskografia

### Albumy
- From Me to You (22 lutego 2006)
- Can’t Buy My Love (4 kwietnia 2007)
- I Loved Yesterday (9 kwietnia 2008)
- My Short Stories (12 listopada 2008)
- Holidays in the Sun (14 lipca 2010)
- HOW CRAZY YOUR LOVE (2 listopada 2011)
- She Loves You (24 października 2012)
- Green Garden Pop (5 grudnia 2012)
- Orange Garden Pop (5 grudnia 2012)

### Single
- "It's happy line" (indie) (24 grudnia 2004)
- "feel my soul" (23 lutego 2005)
- "Tomorrow's way" (22 czerwca 2005)
- "LIFE" (9 października 2005) (użyty jako ending anime Bleach)
- "TOKYO" (18 stycznia 2006)
- "Good-bye days" (14 czerwca 2006)
- "I remember you" (20 września 2006)
- "Rolling star" (17 września 2007) (użyty jako opening anime Bleach)
- "CHE.R.RY" (7 marca 2007)
- "My Generation/Understand" (13 czerwca 2007)
- "LOVE & TRUTH" (26 września 2007) (utwór do klipu specjalnego Naruto)
- "Namidairo" (27 lutego 2008)
- "SUMMER SONG" (2 lipca 2008)
- "again" (3 czerwca 2009) (użyty jako pierwszy opening FullMetal Alchemist Brotherhood)
- "It's all too much / Never say die" (7 października 2009)
- "GLORIA" (20 stycznia 2010)
- "to Mother" (2 czerwca 2010)
- "Rain" (24 listopada 2010)
- "It’s My Life/Your Heaven" (26 stycznia 2011)
- "HELLO ~Paradise Kiss~" (1 czerwca 2011)
- "Green a.live" (5 października 2011)
- "fight" (5 września 2012)

### DVD
- Thank You My Teens (14 listopada 2007)
- Hotel Holidays in the Sun (9 marca 2011)
- Cruising: How Crazy Your Love (28 marca 2012)

## Filmy
- Taiyō no Uta (17 czerwca 2006)
- Kaitō Royale (28 października 2011)